# Ана Кострова
Ана Александровна Кострова (девојачко Лукјанова) (рус. А́нна Алекса́ндровна Костро́ва; село Белосток, 22. новембар 1909 – Санкт Петербург, 7. јул 1994) била је руска и совјетска сликарка, графичар и илустратор књига, која је живела и радила у Лењинграду. Била је члан Лењинградског савеза уметника, сматра се представницом Лењинградске школе сликарства.

## Биографија
Године 1925. године уписује Омску уметничко-индустријску школу, где је студирала код В. Трофимова и С. Фелдмана. Године 1928. је дипломирала на Омској уметничко-индустријској школи.
1930. године одлази у Лењинград. Од 1934. године је учествовала у уметничким изложбама. Сликала је портрете, пејзаже, мртву природу, ради као штафелајски сликар, графички уметник и уметнички илустратор. Њене самосталне изложбе су биле одржане у Лењинграду (1973, 1977. и 1979) и у Москви (1974. и 1983).
1930-их Ана Кострова, заједно са својим супругом уметником Николајем Костровим, одлази на путовање посетивши Бело и Баренцово море, Крим, Украјину и Новгород, током којих је пуно сликала.
1940. године, Ана Кострова, је примљена у Лењинградски савез уметника.
Између 1950. и 1970. године, Ана Кострова се бави илустрацијом дечијих књига за највеће издавачке куће у Москви и Лењинграду. Заједно са супругом Николајем Костровим путују у Јерменију, Норвешку, посећују древни град Вологду, крстаре Дунавом. Утисци и импресије са ових путовања били су надахнуће за настанак бројних Аниних слика и графика.
Ана Александровна Кострова је преминула 7. јула 1994. године у Санкт Петербургу, Руска Федерација, у 85-ој години. Њене слике и графике су изложене у Руском државном музеју, у музејима и приватним колекцијама у Русији, Немачкој, Финској, и других.